# 仙遊島駅
仙遊島駅（ソニュドえき）は、大韓民国ソウル特別市永登浦区楊坪洞にあるソウル地下鉄9号線の駅。駅番号は(912)。

## 駅構造
ホームは地下3階にある。相対式ホーム2面2線と、その中間に通過線2線の計2面4線を有する地下駅であり、フルスクリーンタイプのホームドアが設置されている。ホーム中程に改札口に通じる階段とエレベータがある。
改札口は地下2階に1ヶ所、化粧室は改札外地下1階に1ヶ所、出口は8番まである。

### のりば
| 上り   | 9号線                | 塩倉・加陽・金浦空港・開花方面           |
| 通過線 | 上りの急行列車の通過 | 上りの急行列車の通過                     |
| 通過線 | 下りの急行列車の通過 | 下りの急行列車の通過                     |
| 下り   | 9号線                | 堂山・汝矣島・高速ターミナル・新論峴方面 |

## 駅周辺
- ロッテ製菓本社・永登浦工場
- 仙遊島公園[1]
- 楊坪韓信アパート
- ソウル堂山初等学校
- 漢江メディア高等学校
- 楊坪2洞住民センター
- 楊坪聖母病院
- 大宇未来サラン2次アパート
- 三湖ハンスッアパート

## 歴史
- 2009年7月24日 - 開業。

## 利用状況
近年の一日平均利用人員推移は下記のとおり。
なお、9号線の2009年は開業日の7月24日から12月31日までの161日間を基準にしたものである。
| 路線  | 路線     | 2000年 | 2001年 | 2002年 | 2003年 | 2004年 | 2005年 | 2006年 | 2007年 | 2008年 | 2009年 | 出典  |
| ----- | -------- | ------ | ------ | ------ | ------ | ------ | ------ | ------ | ------ | ------ | ------ | ----- |
| 9号線 | 乗車人員 | 未開業 | 未開業 | 未開業 | 未開業 | 未開業 | 未開業 | 未開業 | 未開業 | 未開業 | 3,089  | [ 2 ] |
| 9号線 | 降車人員 | 未開業 | 未開業 | 未開業 | 未開業 | 未開業 | 未開業 | 未開業 | 未開業 | 未開業 | 3,251  | [ 2 ] |
| 路線  | 路線     | 2010年 | 2011年 | 2012年 | 2013年 | 2014年 | 2015年 | 2016年 | 2017年 | 2018年 | 2019年 | 出典  |
| 9号線 | 乗車人員 | 4,062  | 4,612  | 5,412  | 6,192  | 6,591  | 6,566  | 6,632  | 6,671  | 6,734  | 6,782  | [ 2 ] |
| 9号線 | 降車人員 | 4,262  | 4,771  | 5,469  | 6,197  | 6,590  | 6,539  | 6,617  | 6,635  | 6,632  | 6,594  | [ 2 ] |

## 隣の駅
ソウル市メトロ9号線
 9号線
急行
通過
一般（各駅停車）
新木洞駅 (911) - 仙遊島駅 (912) - 堂山駅 (913)